# شيرلي غودمان
شيرلي غودمان (بالإنجليزية: Shirley Goodman)‏ هي موسيقية ومغنية أمريكية، ولدت في 19 يونيو 1936 في نيو أورلينز في الولايات المتحدة، وتوفيت في 5 يوليو 2005 في لوس أنجلوس في الولايات المتحدة.

## وصلات خارجية
- شيرلي غودمان على موقع IMDb (الإنجليزية)
- شيرلي غودمان على موقع ميوزك برينز (الإنجليزية)
- شيرلي غودمان على موقع أول ميوزيك (الإنجليزية)
- شيرلي غودمان على موقع ديسكوغز (الإنجليزية)
- شيرلي غودمان على موقع قاعدة بيانات الفيلم (الإنجليزية)